# 376 Geometria
376 Geometria eller 1893 AM är en asteroid i huvudbältet, som upptäcktes 18 september 1893 av den franske astronomen Auguste Charlois. Den är uppkallad efter det latinska ordet för geometri.
Asteroiden har en diameter på ungefär 35 kilometer.